# エリーザベト・フォン・ブランデンブルク (1425-1465)
エリーザベト・フォン・ブランデンブルク（ドイツ語：Elisabeth von Brandenburg, 1425年 - 1465年1月13日以降）は、ポメラニア公ヨアヒム1世の妃、のちポメラニア公ヴァルティスラフ10世の妃。

## 生涯
エリーザベトは、ブランデンブルク＝クルムバッハ辺境伯ヨハン（1406年 - 1464年）と、ザクセン＝ヴィッテンベルク公ルドルフ3世の娘バルバラ（1405年 - 1465年）との間に生まれた娘である。エリーザベトの父ヨハンはブランデンブルクにおける相続権を放棄し、代わりにフランケン地方のホーエンツォレルン家の領地を譲り受けた。エリーザベトの姉妹にはデンマーク王妃ドロテアとマントヴァ侯妃バルバラがいる。
彼女は1440年8月27日にポメラニア＝シュチェチン公ヨアヒム1世（1427年 - 1451年）と結婚した。この結婚はブランデンブルクとポメラニアの間の条約を締結することを目的としたものであった。ヨアヒムは結婚の11年後にシュチェチンでペストにより亡くなった。2人の間にはポメラニア＝シュチェチン公オットー3世という息子が生まれた。
1454年3月5日、ポメラニア＝リューゲン公ヴァルティスラフ10世（1435年 - 1478年）と結婚した。1464年にエリーザベトの父親と3人の息子全員が死去した。オットー3世の死後、シュチェチン家の相続を巡ってポメラニアとブランデンブルクの間で戦争が勃発した。
二度目の結婚は非常に不幸なものであった。エリーザベトは、夫が自分を殺害し、自分の命を奪い、自分の財産と年金を剥奪する計画を立てているのではないかと感じた。経済的困窮のため、叔父フリードリヒ2世はエリーザベトに父親の領地アルンスヴァルデの代わりにリッペーネとベルリンヒェンを与えた。
フリードリヒ2世にとって、姪の状況はシュチェチンに関するヴァルティスラフ10世との交渉を打ち切り、ポメラニアに関する主張を押し通す動機となった。メクレンブルク＝シュタルガルト公ハインリヒによる調停の後、ヴァルティスラフ10世はポメラニアをブランデンブルク選帝侯の封土として認めた。

## 子女
ヨアヒム1世との間に1男をもうけた。
- オットー3世（1444年 - 1464年） - ポメラニア＝シュチェチン公

2番目の夫ヴァルティスラフ10世との間に2男をもうけた。
- スヴァンティボル（1454年 - 1464年）
- エアトマール（1455年 - 1464年）